# Crayon
Crayon是一隊香港組合，由曲赤（K-CHEK）、黃雅斯（Szebi）、何沅瞳（Sandra Ho）和美美（Meimei）組成。
「Crayon」的名字來源，Crayon的中文解釋是蠟筆，而蠟筆是由不同顏色組成的，所以Crayon的意思是色彩繽紛，每一隻不同的顏色，代表不同的衣着風格、音樂風格、性格、樂器等等。

Crayon 由2019改名為 Krayon。

## 簡介
2014年，Crayon正式成立。

## 成員列表
| 藝名      | 藝名   | 本名   | 本名         | 出生日期       | 國籍                   | 隊內職務     |
| 英文      | 中文   | 中文   | 羅馬拼音     | 出生日期       | 國籍                   | 隊內職務     |
| K-CHEK    | 曲赤   | 馬恒修 | Ma Hang Sau  | 1983年7月15日  | 中华人民共和国（香港） | Rapper、主唱 |
| Szebi     | 黃雅斯 | 黃雅斯 | Wong Nga Sze | 1991年6月14日  | 中华人民共和国（香港） | Rapper、主唱 |
| Sandra Ho | 何沅瞳 | 不適用 | 不適用       | 1993年10月14日 | 中华人民共和国（香港） | 主唱、主領舞 |
| Meimei    | 關美恩 | 關美恩 | 不適用       | 1992年7月21日  | 中华人民共和国（香港） | 主唱         |
|           |        |        |              |                |                        |              |

## 音樂作品
| 年份 | 專輯     | 曲目     |
| ---- | -------- | -------- |
| 2017 | 離離合合 | 離離合合 |

## 外部連結
- （页面存档备份，存于）
- （页面存档备份，存于）
- （页面存档备份，存于）
- （页面存档备份，存于）